# Sidney Moncrief
Pour les articles homonymes, voir Moncrief.
Sidney A. Moncrief, né le 21 septembre 1957 à Little Rock, Arkansas, est un joueur américain de basket-ball. Il évolue avec l'équipe des Razorbacks de l'Arkansas durant 4 années au niveau universitaire (NCAA), avec qui il atteint le Final Four en 1978. Sélectionné en 5e position par les Bucks de Milwaukee, lors de la draft 1979 de la NBA, il évolue 11 années au sein de la National Basketball Association (NBA). Il est élu à 5 reprises au NBA All-Star Game et remporte le titre de meilleur défenseur de l'année, deux fois, en 1983 et 1984. Il intègre le Hall of Fame en 2019 pour l'ensemble de sa carrière au sein de la ligue américaine.

## Biographie
Sidney Moncrief forme avec Marvin Delph et Ron Brewer un trio magique surnommé The Triplets qui conduisit l’Université de l’Arkansas au Final Four du championnat NCAA en 1978. Lors de sa dernière saison universitaire, Moncrief tourne à 22 points, 9,6 rebonds et 2,7 passes de moyenne par match et récolte de nombreux honneurs personnels. Suffisant pour attirer sur lui les regards des recruteurs de la franchise NBA des Bucks de Milwaukee qui le sélectionnent en 5e position de la draft 1979.
Les 10 ans que le joueur passe à Milwaukee correspondent à la période la plus stable de la franchise qui se qualifie chaque année en playoffs et réalise 7 saisons consécutives à plus de 50 victoires pour autant de titres de division. Capable de marquer, prendre des rebonds, mener le jeu et défendre, Moncrief s’impose rapidement comme un des joueurs les plus complets de la ligue. Sélectionné à 5 reprises pour participer au NBA All-Star Game, il collectionne les honneurs personnels dont 2 titres consécutifs de meilleur défenseur de l’année en 1983 et 1984. Au total, Moncrief affiche des statistiques de 16,7 points, 5 rebonds, 3,9 passes et 1,2 interception par match sous le maillot des Bucks. Des blessures récurrentes l’obligent à se retirer au printemps 1989, non sans être devenu, notamment, le second meilleur marqueur de l’histoire de la franchise derrière Kareem Abdul-Jabbar.
Alors que son maillot numéro 4 est retiré par les Bucks en janvier 1990, Moncrief fait le pari d’un retour en NBA. Il s’engage auprès des Hawks d'Atlanta pour la saison 1990-91 afin d’encadrer les jeunes pousses de l’équipe. Il participe à 72 matches avant de raccrocher définitivement les baskets.
Sidney Moncrief a monté diverses affaires en Arkansas avant de s’engager en 2000-01 comme entraîneur assistant des Mavericks de Dallas auprès de Don Nelson. Il a également participé à des camps de détection de jeunes joueurs pour les Raptors de Toronto en 2005.
Sidney Moncrief est membre du Naismith Memorial Basketball Hall of Fame depuis 2019. 

## Palmarès
- Élu NBA Defensive Player of the Year (meilleur défenseur de la ligue) en 1983 et 1984.
- 1 sélection dans le All-NBA First Team (équipe type de la ligue) en 1983.
- 4 sélections dans le All-NBA Second Team (deuxième équipe type de la ligue) en 1982, 1984, 1985 et 1986.
- 4 sélections dans le All-Defense First Team (équipe type défensive de la ligue) entre 1983 et 1986.
- 1 sélection dans le All-Defense Second Team (seconde équipe type défensive de la ligue) en 1982.
- 5 participations au NBA All-Star Game entre 1982 et 1986.

## Statistiques
| Défenseur de l'année |

gras = ses meilleures performances

### Saison régulière
| Saison        | Équipe        | Matchs | Titul. | Min./m | % Tir | % 3pts | % LF | Rbds/m. | Pass/m. | Int/m. | Ctr/m. | Pts/m. |
| ------------- | ------------- | ------ | ------ | ------ | ----- | ------ | ---- | ------- | ------- | ------ | ------ | ------ |
| 1979-1980     | Milwaukee     | 77     | 10     | 20.2   | .468  | .000   | .795 | 4.4     | 1.7     | .9     | .2     | 8.5    |
| 1980-1981     | Milwaukee     | 80     | 57     | 30.2   | .541  | .222   | .804 | 5.1     | 3.3     | 1.1    | .5     | 14.0   |
| 1981-1982     | Milwaukee     | 80     | 80     | 37.3   | .523  | .071   | .817 | 6.7     | 4.8     | 1.7    | .3     | 19.8   |
| 1982-1983     | Milwaukee     | 76     | 76     | 35.7   | .524  | .100   | .826 | 5.8     | 3.9     | 1.5    | .3     | 22.5   |
| 1983-1984     | Milwaukee     | 79     | 79     | 38.9   | .498  | .278   | .848 | 6.7     | 4.5     | 1.4    | .3     | 20.9   |
| 1984-1985     | Milwaukee     | 73     | 72     | 37.5   | .483  | .273   | .828 | 5.4     | 5.2     | 1.6    | .5     | 21.7   |
| 1985-1986     | Milwaukee     | 73     | 72     | 35.2   | .489  | .320   | .859 | 4.6     | 4.9     | 1.4    | .2     | 20.2   |
| 1986-1987     | Milwaukee     | 39     | 30     | 25.4   | .488  | .258   | .840 | 3.3     | 3.1     | .7     | .3     | 11.8   |
| 1987-1988     | Milwaukee     | 56     | 51     | 25.5   | .489  | .161   | .837 | 3.2     | 3.6     | .7     | .3     | 10.8   |
| 1988-1989     | Milwaukee     | 62     | 50     | 25.7   | .491  | .342   | .865 | 2.8     | 3.0     | 1.0    | .2     | 12.1   |
| 1990-1991     | Atlanta       | 72     | 3      | 15.2   | .488  | .328   | .781 | 1.8     | 1.4     | .7     | .1     | 4.7    |
| Carrière      | Carrière      | 767    | 580    | 30.2   | .502  | .284   | .831 | 4.7     | 3.6     | 1.2    | .3     | 15.6   |
| All-Star Game | All-Star Game | 5      | 2      | 23.8   | .404  | 1.000  | .864 | 4.4     | 2.4     | 2.4    | .4     | 11.6   |

### Playoffs
| Saison   | Équipe    | Matchs | Titul. | Min./m | % Tir | % 3pts | % LF | Rbds/m. | Pass/m. | Int/m. | Ctr/m. | Pts/m. |
| -------- | --------- | ------ | ------ | ------ | ----- | ------ | ---- | ------- | ------- | ------ | ------ | ------ |
| 1980     | Milwaukee | 7      | 0      | 26.0   | .588  | .000   | .871 | 4.4     | 1.6     | .7     | .1     | 12.4   |
| 1981     | Milwaukee | 7      | 7      | 39.6   | .435  | .000   | .745 | 6.7     | 2.9     | 1.7    | .4     | 14.0   |
| 1982     | Milwaukee | 6      | 6      | 42.0   | .419  | .000   | .789 | 5.0     | 4.0     | 1.5    | .3     | 15.3   |
| 1983     | Milwaukee | 9      | 9      | 41.9   | .437  | .000   | .754 | 6.7     | 3.7     | 2.0    | .3     | 18.9   |
| 1984     | Milwaukee | 16     | 16     | 38.6   | .518  | .250   | .791 | 6.9     | 4.3     | 1.8    | .6     | 19.1   |
| 1985     | Milwaukee | 8      | 7      | 39.9   | .556  | .400   | .933 | 4.3     | 5.0     | .6     | .5     | 23.0   |
| 1986     | Milwaukee | 9      | 9      | 36.3   | .426  | .286   | .698 | 4.6     | 4.9     | .6     | .6     | 16.9   |
| 1987     | Milwaukee | 12     | 10     | 35.5   | .473  | .286   | .811 | 4.5     | 3.0     | 1.1    | .5     | 19.4   |
| 1988     | Milwaukee | 5      | 5      | 34.6   | .480  | 1.000  | .963 | 3.8     | 5.2     | .6     | .2     | 15.0   |
| 1989     | Milwaukee | 9      | 9      | 20.4   | .396  | .286   | .938 | 2.9     | 1.4     | .6     | .2     | 6.1    |
| 1991     | Atlanta   | 5      | 0      | 18.2   | .500  | .167   | .813 | 3.2     | .4      | .6     | .0     | 7.2    |
| Carrière | Carrière  | 93     | 78     | 34.7   | .475  | .293   | .811 | 5.0     | 3.4     | 1.1    | .4     | 16.0   |

### Écrits
- Moncrief: My Journey to the NBA (1990, with Myra McLarey)  (ISBN 9780874831139)
- Your Passport to Becoming a Valuable Team Player: Your Travel Guide for Peak Performance at Work and Home (2012, with Kisha Wetherall)  (ISBN 9780983828518)